# Фолксваген поло III
Фолксваген поло III (Тип 6N/6N2) је трећа генерација Фолксваген Поло супермини аутомобила и производио се од 1994. до 2002. године, са фејслифтингом крајем 1999. године. Био је доступан у хечбек, лимузини и каравану. Иако хечбек Поло Мк3 није имао исту платформу као Сеат Ибица, модели лимузина и каравана су преименовани у Сеат Кордоба .
Хечбек је доживео велики фејслифт за моделску 2000. годину, док су лимузина и караван добили само мање дораде.  Поло је сада имао другачији дизајн екстеријера и ентеријера од такође обновљене Сеат Ибице.  Крајем 2001. поло мк3 је замењен његовим наследником, Волксваген Поло Мк4, али је наставио производњу у Аргентини, где је лимузина реконструисана 2004.  добијајући спољашњи дизајн примењен на фејслифтиованом Сеат Кордоба и ентеријер фејслифтованог Волксваген Пола. 

## Преглед
МК3 Поло је представљен 31. августа 1994. и одмах је био доступан са воланом на левој страни за континентална тржишта,  а лансиран је на тржиште са десним воланом у Великој Британији у октобру те године. Био је то први потпуно нови Поло који је лансиран од модела МК2 1981. године; иако је тај модел добио велики редизајн 1990. године. То је такође била прва верзија Пола која је била доступна са петоро и троје врата. Почетни асортиман се састојао од нових 1.0 и 1.6 бензинских мотора; 1.3 агрегат је пренет са претходног Пола, али је укинут годину дана касније у корист новог 1.4 агрегата, који је постао доступан отприлике у исто време када и 1.9 дизел и турбо-дизел модели. Доступност дизел Пола по први пут на тржишту Велике Британије довела га је у линију са скоро свим конкурентима, док је Поло био последњи мејнстрим супермини у Европи који је постао доступан са петоро врата - пет година након што је Форд Фиеста први доступан са петоро врата, и између седам и 11 година након лансирања суперминија са петоро врата укључујући Опел Цорсу, Фиат Уно, Ниссан Мицра и Пеугеот 205 . 
Платформа која је коришћена за овај модел била је потпуно нова, иако је делила неке компоненте са СЕАТ Ибиза Мк2 која је лансирана годину дана раније. Иако су контролна табла и бројне механичке компоненте, укључујући неке моторе и задње вешање, делили са Ибицом, споља Поло модели су били потпуно другачији без каросерије која се дели са СЕАТ моделом.
У почетку су биле доступне само хечбек верзије са троја и петоро врата. Године 1995., асортиману су додате верзије лимузина са четворо врата („Поло Класик/Седан/Дерби/Флигхт“) и караван са петоро врата („Поло Вагон/Вариант“) — то су биле дизајниране и благо рестилизоване верзије СЕАТ Кордобе (лимузина и караван верзије Ибице). Фолксваген их је интерно назвао Тип 6КВ и делили су каросерије са моделом СЕАТ-а, а не са хечбек моделима. Произведена је и купе верзија Кордобе (СКС) са двоја врата, али Поло никада није направљен у овом облику.

Верзија кабриолета није произведена, иако је била доступна верзија са електричним клизним кровом пуне дужине, названа Поло Опен Аир.
- Поло хечбек
- Поло Вариант
- Поло Класик

## Мотори
У почетку је аутомобил био доступан са мотором од 1043 кубика са 45 PS (33 kW; 44 КС) и мотором од 1272 кубика који развија 55 PS (40 kW; 54 КС) из претходне генерације Пола, заједно са новом јединицом од 1598 кубика. Нови мотор од 1.4L заменио је 1.3L у октобру 1995. године. Септембра 1996. мотор од 1043 кубика је замењен потпуно новим алуминијумским блоком са вишеструким убризгавањем од 999 кубика који развија 50 PS (37 kW; 49 КС) . Модели Класик и Вариант су имали моторе 1.6L од 75 КС (56 kW) и 100 КС (75 kW), 1.9L дизел 47 kW (63 КС), 60 PS (44 kW; 59 hp) 1.7L дизел и 1.8L (82 kW) луксузни модел са електричним предњим прозорима. По први пут, турбо-дизел мотор (1.9L) је био доступан у Полу, али само у моделима 6К. Због мањег моторног простора, стандардни 6Н са 3 и 5 врата није добио турбо дизел мотор све до фејслифтинга 2000. године.
Аутомобил је био доступан са следећим моторима:
- 1.0L ред-4 бензинац 33 kW (45 PS) (1995–96)
- 1272 цц ред-4 бензинац 40 kW (55 PS) (1995–96)
- 1,6 Л ред-4 бензин 55 kW (75 PS) (шифра мотора – АЕЕ)
- 1,4 Л равно-4 бензинац са 16 вентила 74 kW (100 PS) (Шифра мотора – АФХ) залиха, али подешена 1.4 16в 75 Пс верзија
- 1,4 Л равно-4 бензинац са 16 вентила 55 kW (75 PS)
- 1,4 Л ред-4 бензинац 60 PS (44 kW) (Шифра мотора АУД) (1996–)
- 999 цц ред-4 бензинац 50 PS (37 kW) — потпуно нови алуминијумски блок убризгавања у више тачака (1996–)
- 1,6 Л равно-4 бензинац са 16 вентила 88 kW (120 PS) (само европски ГТИ модел са ЛХД)
- 1,6 Л ред-4 бензинац 74 kW (100 PS) (само 6К седан и караван модели) Код мотора АФКС.
- 1.6L ред-4 бензин 55 kW (75 PS) (само 6К седан и караван модели)
- 1.8L ред-4 бензинац 82 kW (111 PS) (само модели 6К лимузина и хечбек) Код мотора АФВ.
- 1.7L ред-4 дизел 44 kW (59 КС)
- 1.9L ред-4 дизел 47 kW (64 PS)